# 石澳石礦場

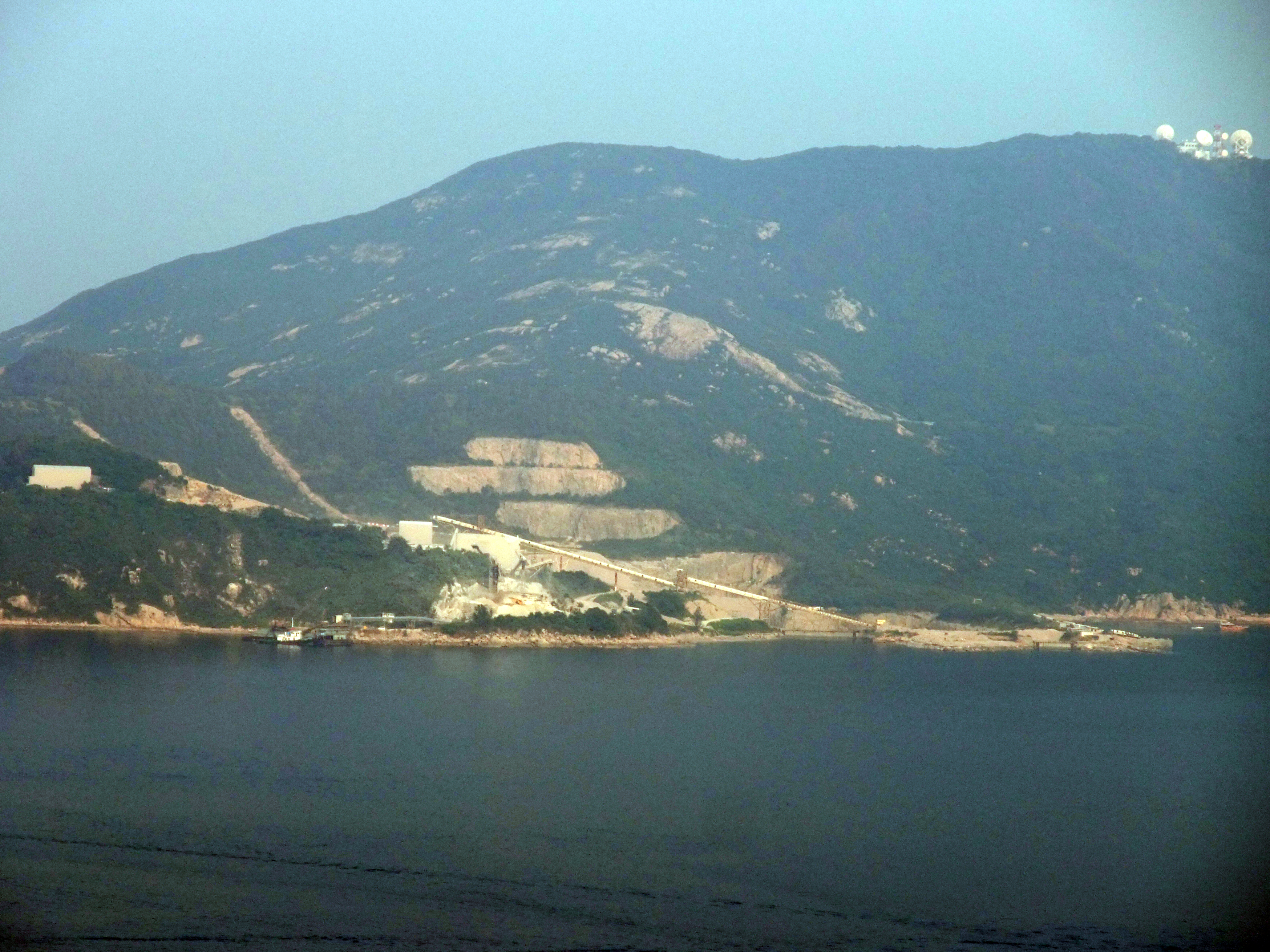
從孖崗山南脊遠眺石澳石礦場

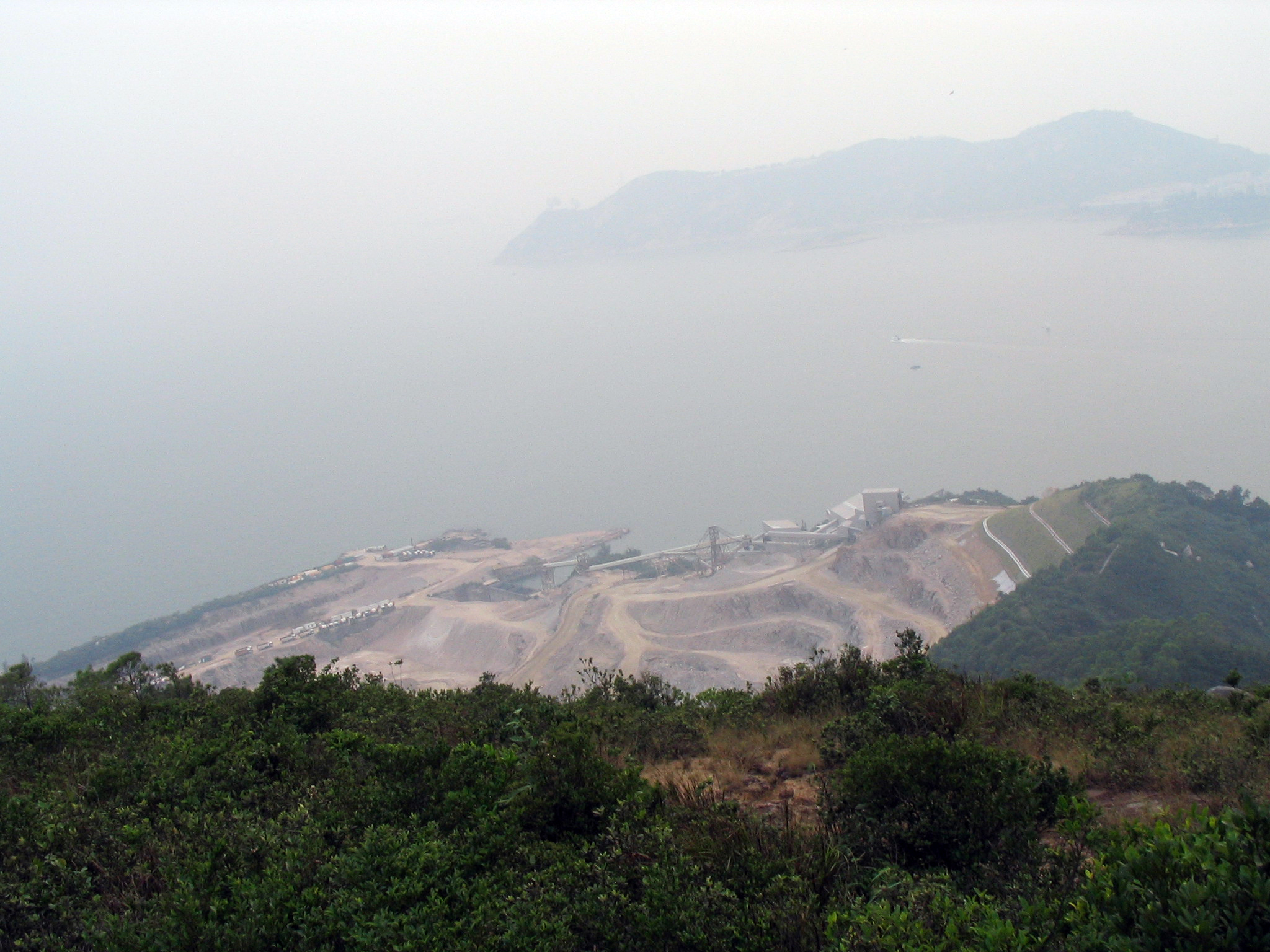
從龍脊俯望石澳石礦場

石澳石礦場是香港一個已停用的石礦場，也是香港島最後一個石礦場，曾先後由澳洲派安混凝土，以及長江基建屬下的友盟建材（原安達臣大亞）營運。石礦場位於南區石澳附近的鶴咀半島西岸一帶，佔地45公頃。

## 歷史
石澳石礦場於1964年12月招標，翌年起開採，並於1981年起改以合約規管，原定開採至1992年為止。後來於1991年及2001年8月，政府先後批准將石礦場運作至2005年及2009年底；同時進行環境復修工程。該石礦場可開採合共2300萬公噸的岩石。
在1994-1996年間，石礦場內灣部分曾用作西區海底隧道及西區沉管隧道沉管鑄造工場。
1989年及2009年，石礦場曾經傳出規劃興建水上活動中心，但均無疾而終。至2020年，政府在施政報告中公佈將推行「躍動港島南」規劃，當中包括在石澳石礦場興建水上活動中心，並曾於2021年中就此進行招標，最後亦告流標。
而在石礦場關閉後，原址曾於2014-2019年間，再用作香港第四條過海鐵路的沉管工場。此外，東南九龍T2主幹道海底隧道段原訂選址石澳石礦場共用沉管工場，但自從在2013年決定改用隧道鑽挖機興建後，共用施工場地計劃亦無疾而終。